# Luidia magnifica
Luidia magnifica (лат.) — вид морских звёзд рода Луидии (Luidia) из отряда паксиллоносных морских звёзд. Встречается в Тихом океане.

## Описание

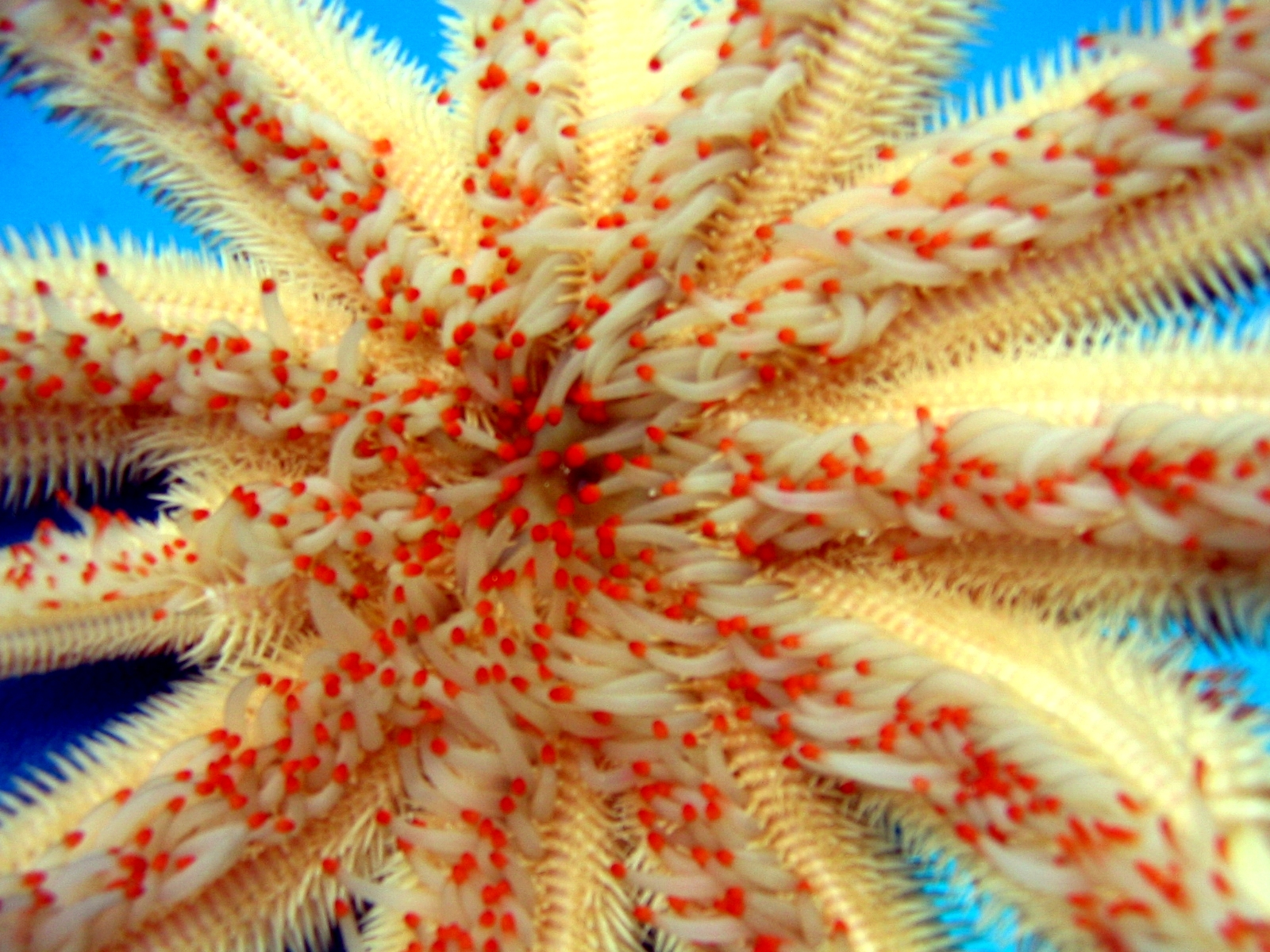
Оральная (нижняя) сторона L. magnifica

У Luidia magnifica обычно 10 длинных, сужающихся лучей с заострёнными кончиками, хотя иногда их бывает 11. Один или несколько из них могут регенерировать после повреждения или удаления хищником. Верхняя поверхность покрыта паксиллами — столбовидными шипами с усечёнными концами. Кроме этого, паксиллы (зонтикообразные кальцифицированные элементы, состоящие из микрокристаллов кальцита, находящиеся на аборальной (верхней) поверхности животного) также расположены и по краям нижней стороны, а по центру каждого луча проходит несколько рядов трубчатых ножек. Окраска варьируется: иногда кремово-жёлтая с полосами красных пятен, но другие особи могут быть более тёмные, с различными оттенками коричневого и оливкового. Нижняя сторона обычно кремово-жёлтая, а трубчатые ножки имеют красные кончики.
Luidia magnifica может достигать больших размеров 40-80 см. Один экземпляр на атолле Перл-энд-Хермес на Гавайях имел диаметр 84 см.

## Распространение и среда обитания
Luidia magnifica встречается на песчаных участках морского дна, окружающих Гавайи и Филиппины, на глубине от 18 до 133 м.

## Биология
L. australiae, как и другие луидии, вероятно, является оппортунистическим хищником макрофауны, а возможно, и падальщиком. Другие родственные виды предпочитают двустворчатых моллюсков и морских ежей. Великолепная звезда может быстро передвигаться, создавая впечатление, будто скользит по песчаному дну. Она заглатывает крупные куски пищи целиком, переваривая их в двух желудках, а затем перерабатывает остатки в пилорических придатках в основании щупалец. Затем она выбрасывает непереваренные остатки через анальное отверстие.